# Grand Prix moto d'Allemagne 2024
Le Grand Prix moto d'Allemagne 2024 est la neuvième manche du championnat du monde de vitesse moto 2024.
Cette 87e édition du Grand Prix moto d'Allemagne se déroule du 5 juillet au 7 juillet sur le Sachsenring à Hohenstein-Ernstthal.

## Classements provisoires aux Championnats
Seul le top5 de chaque championnat a l’issue du Grand Prix est présenté ici.